# توماس كيلي (مدرب كرة سلة)
توماس كيلي (بالإنجليزية: Thomas Kelley)‏ هو مدرب كرة سلة أمريكي، (و. 1888  م).

## وصلات خارجية
- توماس كيلي على موقع كلية كرة السلة في سبورتس رفرنس.كوم (الإنجليزية)